# Panoias e Conceição
Panoias e Conceição (llamada oficialmente União das Freguesias de Panoias e Conceição) es una freguesia portuguesa del municipio de Ourique, distrito de Beja.

## Historia
Fue creada el 28 de enero de 2013 en aplicación de una resolución de la Asamblea de la República de Portugal promulgada el 16 de enero de 2013 con la unión de las freguesias de Conceição y Panoias, pasando su sede a estar situada en la antigua freguesia de Panoias.

## Demografía
| Gráfica de evolución demográfica de Panoias e Conceição entre 2011 y 2021 |
|                                                                           |
| Datos según el nomenclátor publicado por el INE portugués.                |